# Nicolás De La Cruz
Diego Nicolás De La Cruz Arcosa (sinh ngày 1 tháng 6 năm 1997) là cầu thủ bóng đá người Uruguay đang thi đấu cho River Plate ở vị trí tiền vệ.
Anh là em trai của cầu thủ người Uruguay Carlos Sánchez.

## Thống kê sự nghiệp

### Quốc tế
Tính đến 28 tháng 6 năm 2021
| Đội tuyển quốc gia | Năm       | Trận | Bàn |
| ------------------ | --------- | ---- | --- |
| Uruguay            | 2020      | 4    | 0   |
| Uruguay            | 2021      | 5    | 0   |
| Tổng cộng          | Tổng cộng | 9    | 0   |